# اسپور (دهانه)
اسپور یک دهانه برخوردی در ماه‌ است.